# Strike Back
Strike Back, nota in Italia anche come Strike Back - Senza regole, è una serie televisiva britannica prodotta dal 2010 da British Sky Broadcasting, in co-produzione con la rete via cavo americana Cinemax, tratta dall'omonimo libro di Chris Ryan, ex sergente del SAS britannico.
La prima stagione è stata trasmessa in Italia da FX a febbraio del 2011, le successive da Sky. La seconda stagione è andata in onda a partire da gennaio del 2012 sul canale Sky Uno, la terza dal 30 settembre 2012. Nel Regno Unito la terza stagione trasmessa da Sky è diventata il terzo programma non sportivo più visto su una pay-tv, dopo I Simpson e Sinbad. In chiaro in Italia la seconda stagione è stata trasmessa da Rai 2 dal 28 maggio 2013.
Al fine di prepararsi meglio per i loro ruoli diversi membri del cast principale hanno trascorso un mese di addestramento con ex ufficiali di Special Air Service e Special Boat Service.
Cinemax ha rinnovato la serie: nel 2013 Strike Back prosegue con una quarta stagione composta da altri 10 episodi, girati in diverse città del Sudafrica e dell'Ungheria, che dal 6 ottobre 2013 viene trasmessa in Italia da Sky Uno.
Nell'ottobre del 2013 Cinemax annuncia che ha rinnovato la serie per una quinta stagione, composta da dieci episodi, trasmessi nel 2015, in Italia da Sky Atlantic. L'8 dicembre 2016, Cinemax e Sky 1 annunciano il rinnovo della serie per una sesta stagione, che è andata in onda nel Regno Unito dal 31 ottobre 2017, mentre negli Stati Uniti dal 2 febbraio 2018.
Confermata la settima stagione, in onda da febbraio 2019 in USA e da marzo in Italia.
La sigla è "Short Change Hero" del gruppo musicale britannico The Heavy.

## Trama

### Prima stagione:Chris Ryan's Strike Back
Siamo in ambito militare, nel cuore delle aree più calde del Paese, al seguito di due uomini forti e allo stesso tempo turbati da un passato traumatico. La serie infatti segue le vicende di John Porter, un sergente della SAS (Special Air Service) e Hugh Collinson, un ufficiale della "Sezione 20" dei servizi segreti militari britannici, impegnata in tutti gli scenari di crisi mondiale.
Entrambi hanno partecipato a un'operazione durante l'invasione dell'Iraq del 2003 in cui due loro compagni restarono uccisi e un terzo gravemente ferito.
Da questo avvenimento si dipanano tre storie diverse che si sviluppano durante i tre episodi della serie: nel primo viene raccontato il rapimento di Katie Dartmouth, giornalista britannica inviata in Iraq che Porter deve salvare da una situazione pericolosa. Nel secondo, ambientato in Zimbabwe, Porter entra come infiltrato nella prigione di massima sicurezza in cui è tenuto prigioniero un ex SAS britannico di origini africane accusato di un fallito attentato ai danni del Presidente Mugabe, per aiutarlo a evadere. Nell'ultimo episodio, infine, ambientato in parte in Afghanistan in parte in Pakistan, seguiremo un hacker responsabile della morte di alcuni militari americani a Helmand.

### Seconda stagione:Project Dawn
La stagione racconta le azioni della "Sezione 20", squadra tattica operativa del Military Intelligence britannico, guidata dal colonnello Grant (dopo la morte del magg. Collinson), e in particolare del sergente Michael Stonebridge e di un ex Delta Force americano, il sergente Damian Scott.
La Sezione 20 cerca di liberare John Porter e conduce una caccia all'uomo partendo dall'India in tutto il mondo (India, Pakistan, Sudan, Kosovo, Cecenia, Ungheria) per trovare e catturare il terrorista pakistano Latif, che dopo avere ucciso Porter, sta tramando un intervento conosciuto come "Progetto Aurora".
Le riprese sono iniziate nel febbraio 2011 e si sono svolte a Città del Capo, Sudafrica e Ungheria.

### Terza stagione:Vengeance
Al comando della sezione 20, dopo la morte del colonnello Eleanor Grant, ora c'è il maggiore Rachel Dalton. L'azione si svolge interamente in Africa, tra Somalia, Niger, Algeria e Sudafrica, per mettere le mani su quattro inneschi nucleari che sono nelle mani sbagliate dopo una missione in Somalia. Gli inneschi sono stati originariamente venduti a Conrad Knox, un miliardario e filantropo inglese con sede in Sudafrica. Knox sta usando le armi per armare la sua milizia e sta usando gli inneschi per costruire armi nucleari con l'intento di liberare l'Africa. Stonebridge cerca vendetta su Craig Hanson per avere ucciso sua moglie e torna alla Sezione 20, mentre Scott deve vedersela con l'agente della CIA, Christy Bryant, con cui lavorava. Scott ha anche una relazione con Rebecca, un'assassina a contratto del Mossad. Alla fine della stagione, due delle bombe vengono recuperate e le restanti due vengono disarmate prima che possano distruggere Johannesburg.

### Quarta stagione:Shadow Warfare
Questa volta la sezione 20 sarà alle prese con l'inseguimento del pericoloso terrorista al-Zuhari e dei suoi partner della mafia russa e di un cartello della droga colombiano. L'inseguimento si dislocherà tra diversi scenari e diversi Paesi tra cui Colombia, Libano ed Europa.
Nel corso degli eventi il maggiore Dalton viene uccisa e il comando della sezione 20 è preso direttamente dal suo superiore, il colonnello Philip Locke, che con i suoi uomini sventa un attacco biologico alla base aerea di Ramstein.

### Quinta stagione:Legacy
La Sezione 20 si reca a Bangkok per l'operazione di salvataggio della figlia dell'ambasciatore britannico, rapita nella città thailandese. Presto l'unità si troverà ad avere a che fare, però, con un gigantesco complotto terroristico con implicazioni globali, che porterà la Sezione 20 a operare in Europa e Asia e a confrontarsi con nord coreani, cyber-terroristi, mafia giapponese e russa, mercenari e altri pericolosi avversari. Sul finire della stagione la Sezione 20 è sciolta, su ordine del corrotto funzionario governativo Charles Ridley.

### Sesta stagione:Retribution
Anni dopo il suo scioglimento la Sezione 20 viene riattivata dai Servizi Segreti Militari Britannici. Tra Medio Oriente ed Europa, i nuovi agenti, reclutati tra operatori delle forze speciali britanniche, statunitensi e australiane, devono affrontare terroristi, mafia bielorussa e trafficanti d'armi, per sventare una nuova minaccia terroristica globale. La storia inizia con un famigerato terrorista che evade durante un trasferimento e gli agenti della Sezione 20 che cominciano la caccia all'uomo.

### Settima stagione:Revolution
Con un nuovo comandante la sezione 20 viene inviata in Malesia, dove una bomba atomica russa è stata trafugata. Con l'aiuto di una agente dei servizi russi cercheranno di recuperarla per evitare che finisca in mano a terroristi e signori della droga.

### Ottava stagione:Vendetta
La mafia albanese entra in possesso di un'arma tecnologica russa trafugata da un tenente colonnello. Questi quindi cerca di venderla a degli jihadisti guidati da Zayef a cui dà appuntamento a Tel Aviv. Qui la sezione 20, che deve catturare questi terroristi, ritrova il capitano Zarkova che deve recuperare l'arma per i servizi russi. Questa tecnologia finisce nelle mani di una banda di gangster del luogo e alla fine Zayef ne entra in possesso. La vorrà usare nel summit Onu che si terrà a Monaco di Baviera.

## Episodi
| Stagione         | Episodi | Prima TV originale | Prima TV Italia |
| ---------------- | ------- | ------------------ | --------------- |
| Prima stagione   | 6       | 2010               | 2011            |
| Seconda stagione | 10      | 2011               | 2012            |
| Terza stagione   | 10      | 2012               | 2012            |
| Quarta stagione  | 10      | 2013               | 2013            |
| Quinta stagione  | 10      | 2015               | 2015            |
| Sesta stagione   | 10      | 2017-2018          | 2018            |
| Settima stagione | 10      | 2019               | 2019            |
| Ottava stagione  | 10      | 2020               | 2020            |

## Personaggi principali
- Serg. John Porter (stagioni 1-2), interpretato da Richard Armitage, doppiato da Giorgio Borghetti.
Agente della Sezione 20, fino al 2003 era un pluridecorato sergente del SAS, poi si verificò una tragica missione in Iraq, durante la quale due soldati rimasero uccisi e un terzo gravemente ferito. Porter fu accusato di avere esitato a sparare contro un bambino - soldato e avere così favorito tali morti. Congedato dall'esercito non ha più trovato un impiego fisso, è stato lasciato dalla moglie (morta poi di cancro) e non ha più rapporti con sua figlia. Reclutato sette anni dopo dal maggiore Collinson entra a fare parte della Sezione 20 e ne diventa l'agente di punta. Durante la prima stagione scoprirà che il vero responsabile di quell'incidente era proprio il maggiore, che per senso di colpa aveva aiutato la figlia di Porter (trattandola come fosse sua figlia) e alla fine decide perfino di sacrificarsi per salvare Porter in Afghanistan. Il sergente intrattiene anche una relazione con una collega, il sergente Danni. Nel primo episodio della seconda stagione Porter, che aveva cercato di infiltrarsi in un gruppo terroristico, è preso in ostaggio e, malgrado gli sforzi della Sezione 20 di salvarlo, è giustiziato con un colpo di pistola alla testa. Nel filmato dell'esecuzione usa uno speciale codice per passare informazioni alla Sezione 20 e tale codice viene decifrato dal sergente Scott, con cui Porter aveva lavorato in passato. Nel finale di stagione il colonnello Grant, prima di morire, confessa di avere commesso vari errori, compreso di avere esposto Porter a rischi sproporzionati pur di eliminare il terrorista Latif. (Curiosità: il personaggio, nell'intenzione originale degli autori, doveva rimanere nel cast. Fu l'attore Richard Armitage a chiedere di essere "eliminato dalla serie", in quanto appena scritturato per ricoprire il ruolo di Thorin Scudodiquercia nella trilogia "The Hobbit").
- Serg. Michael Stonebridge (stagioni 2-5; guest stagione 6), interpretato da Philip Winchester, doppiato da Fabrizio Pucci.[10]
Agente operativo della Sezione 20, ex Royal Marine (per la precisione era incursore dello Special Boat Service), diventa agente di punta della Sezione 20 dopo il rapimento del sergente Porter. Instaura con il collega Damien Scott un forte cameratismo. Pur essendo sposato intrattiene per un breve periodo una relazione con la collega Kate Marshall, che prima lo lascia e poi perde la vita durante una missione. Nel finale della seconda stagione si dimette perché la moglie è incinta e vuole diventare un buon padre e un marito migliore. Nella terza stagione si scopre che lui e la moglie sono di nuovo in crisi, dopo avere perso il bambino, e Stonebridge è diventato sergente della Sezione Addestrativa del SAS (non a caso da quel momento in poi quando si identifica asserisce di fare parte dell'Esercito Britannico e non dei Royal Marines); durante un'esercitazione si verifica un grave incidente. Una recluta, affetta da stress da combattimento, spara ad alcuni commilitoni e il sergente Stonebridge è costretto a ucciderla. Poco dopo, mentre i due coniugi sono sul punto di riconciliarsi, la moglie di Stonebridge è uccisa da Craig Handson, ex SAS e fratello dell'ucciso. Stonebridge rientra nella Sezione 20, con il preciso intento di vendicarsi di Handson, il quale è altresì diventato mercenario al servizio di Conrad Knox. Pur ottenendo la tanto agognata vendetta, alla fine decide di perdonare Handson, rendendosi conto che tutto quell'odio lo stava trasformando in qualcosa che rappresentava l'opposto di un buon soldato. Nella quarta stagione rischia più volte la vita sia per l'esposizione a un'arma chimica sia perché lui e Scott hanno provocato la morte, durante una confusa sparatoria, di Victor Ulianov, figlio di Arkady, capo della più potente famiglia della mafia russa. Si mostra molto protettivo e affettuoso con Ester, figlia di Leo Kamali; evidentemente desidera ancora sposarsi e avere dei figli, nonostante la tragica morte della moglie. Tra la quarta e la quinta stagione vi è una forte attrazione tra lui e l'agente Kim Martinez, ma i due non cominciano una relazione perché Stonebridge teme che potrebbe finire con la morte di uno di loro durante una missione. Sopravvissuto a un'ultima missione in Svizzera, alla fine decide di dimettersi dai servizi segreti, di congedarsi dall'esercito e di riferire ai superiori che l'amico Scott è morto in azione, cosa non vera ma per permettere al commilitone di tornare in America e riabbracciare suo figlio. Sembrerebbe, anche se ciò non può essere certo, che alla fine decida di trasferirsi in America per restare vicino all'amico Damien. Alla fine della quinta stagione quindi lui, Damien Scott, Kim Martinez e il maggiore Nina Pirogova sono i soli ex agenti della Sezione 20 sopravvissuti. Stonebridge e Scott ricompaiono nei due episodi finali della sesta stagione, divenuti agenti freelance che operano ancora per conto del governo britannico. I due salvano la vita al caporale Novin, poi aiutano la Sezione 20 a evitare che il "Modulo Atlas" cada nelle mani di un gruppo di agenti russi del GRU.
- Serg. Damien Scott (stagioni 2-5; guest stagione 6), interpretato da Sullivan Stapleton, doppiato da Fabio Boccanera.[11]
Ex sergente della Delta Force USA, aggregato alla Sezione 20. La sua storia è simile a quella di Porter. Pluridecorato sergente della Delta Force, ma durante la guerra d'Iraq fu accusato di un crimine che non aveva commesso e congedato con disonore dall'US Army. Negli anni seguenti ha svolto molti lavori come mercenario ed è stato anche per un paio d'anni un agente paramilitare della CIA, finché non viene reclutato dalla Sezione 20 prima per tentare di salvare il sergente Porter (che aveva conosciuto in passato), poi per sventare una minaccia terroristica. Ama l'azione, l'alcol e le donne, anche se le sue relazioni si limitano quasi sempre a rapporti sessuali occasionali. Tra le sue storie più significative sono da annoverare l'agente del Mossad Rebecca Levi (comparsa nella terza e quarta stagione), l'agente della CIA Christie Bryant (nella terza e quinta stagione) e le colleghe Nina Pirogova e Julia Richmond. Stonebridge è il suo partner e il suo migliore amico, mentre odia quasi tutti gli ufficiali che si susseguono al comando della Sezione 20, a eccezione di Sinclair e forse del colonnello Locke (in particolare non fa mistero del suo odio per il maggiore Dalton). Nella quarta stagione lui e Stonebridge provocano la morte del figlio di un capo della mafia russa, quindi saranno vittime di svariati attentati; inoltre si scopre che Scott ha un figlio di quindici anni di nome Finn, che finalmente ha deciso di contattare; infine, nel finale di stagione, inizia una relazione con il sergente Julia Richmond, probabilmente la donna che ha più amato nel corso della serie, tanto che la loro relazione durerà circa due anni (2013 - 2015). Nella quinta stagione rischia di perdere il figlio Finn, con cui cerca faticosamente di costruire un rapporto padre - figlio, e vede la sua compagna morire per mano della terrorista Mei Foster / Li-Na, a cui la Sezione 20 dà la caccia. Sopravvissuto a un'ultima missione in Svizzera, viene però dato per morto grazie all'intervento dell'amico Stonebridge, in questo modo può tornare in America e ricominciare una vita con il figlio, senza che i servizi segreti britannici o statunitensi lo costringano più a fare lavori sporchi per loro. Alla fine quindi lui, Michael Stonebridge, Kim Martinez e il maggiore Nina Pirogova sono i soli ex agenti della Sezione 20 sopravvissuti nel finale della quinta stagione. Stonebridge e Scott ricompaiono nei due episodi finali della sesta stagione, divenuti agenti freelance che operano ancora per conto del governo britannico. I due salvano la vita al caporale Novin, poi aiutano la Sezione 20 a evitare che il "Modulo Atlas" cada nelle mani di un gruppo di agenti russi del GRU.
- Col. Eleanor Grant (stagione 2), interpretata da Amanda Mealing, doppiata da Alessandra Korompay.
Comandante della Sezione 20, donna decisa, veterana dell'Irlanda del Nord, è disposta a tutto pur di compiere una missione. Nel corso della serie uccide a sangue freddo il terrorista Connoly, suo vecchio nemico e responsabile della morte del capitano Kate Marshall. Nel finale di stagione, presa in ostaggio dal terrorista Latif, confessa di avere commesso molti errori, per i quali mostra un sincero pentimento. Decide infine di fare saltare una bomba, provocando insieme la morte del terrorista pachistano e di se stessa. I compagni della Sezione 20, compreso che aveva agito per dovere, decidono di perdonarla per gli errori commessi.
- Serg. Julia Richmond (stagioni 2-5), interpretata da Michelle Lukes, doppiata da Selvaggia Quattrini.
Analista della Sezione 20, ma dalla terza stagione in poi, da quando aiuta Stonebridge in una missione di salvataggio in Somalia, partecipa a molte missioni come agente operativo e si rivela anche un bravo combattente, abile sia con le armi da fuoco sia nel corpo a corpo. Non parla se non è necessario, competente con i sistemi informatici, comprende e parla fluentemente molte lingue straniere, mostra coraggio, dedizione al lavoro e grande lucidità anche nelle situazioni più difficili. In molte occasioni, tra la terza e la quinta stagione, viene ferita o rischia di rimanere uccisa, ma riesce sempre a sopravvivere. Sarà la sola agente a partecipare al funerale della Dalton, e una dei pochi membri della squadra che non giudicano il maggiore una "pazza", ma solo una donna che ha fatto del lavoro la sola ragione di vita. Il collega Damien Scott inizia a corteggiarla nella quarta stagione e nel finale di stagione i due iniziano una relazione. Nella quinta stagione il sergente Richmond è ferita e catturata dai mercenari al servizio di Mei Foster / Li-Na, spia nordcoreana divenuta poi una cyber terrorista internazionale. La donna vuole sapere cosa la Sezione 20 sappia sul suo conto e promette alla Richmond che la lascerà vivere se collabora; ma lei non cede, anzi le risponde che aveva sempre saputo che sarebbe morta in azione e che il compagno Damien fermerà le sue folli cospirazioni e la ucciderà. Poco dopo il corpo della Richmond è rinvenuto da Scott; era stata appena giustiziata con un colpo alla testa. Julia Richmond fa un'ultima breve apparizione nel finale di stagione, quando Scott la sogna camminare sullo stesso viale in cui aveva perso la vita.
- Magg. Hugh Collinson (stagione 1), interpretato da Andrew Lincoln, doppiato da Francesco Pezzulli.
Fondatore della Sezione 20. Già ufficiale dell'intelligence britannica ai tempi dell'invasione dell'Iraq del 2003, nel 2010 è il fondatore e primo comandante della Sezione 20. Sposato, ha accolto la figlia di Porter in casa e la tratta come fosse sua figlia. Nel corso della prima stagione si scopre il vero responsabile dell'incidente che aveva rovinato la vita di Porter; aiuta infine il sergente durante la missione in Afghanistan e viene ferito a morte dai talebani, ma prima di morire riuscirà a eliminare molti nemici e a coprire la fuga di Porter.
- Cap. Layla Thompson (stagione 1), interpretata da Jodhi MaY, doppiata da Valentina Mari.
Agente della Sezione 20. In principio contraria al reintegro di Porter, cambierà opinione su di lui. Durante la prima stagione comprende che il maggiore Collinson nasconde un segreto e indagando troverà le prove dell'innocenza di Porter e della colpevolezza del suo superiore, che non esiterà a ricattare, temendo che voglia fare morire Porter durante la missione finale in Afghanistan. Inoltre è dietro suo ordine che il sergente Danni inizia a frequentare Porter, portando alla loro successiva relazione. Nella seconda stagione sia lei sia il sergente Danni non sono presenti né vengono più menzionate, quindi si può presumere siano state trasferite ad altri incarichi.
- Cap. Kate Marshall (stagione 2), interpretata da Eva Birthistle, doppiata da Laura Lenghi.
Nata nella Repubblica d'Irlanda, è entrata nell'intelligence militare britannica e poi nella Sezione 20. Per un breve periodo intrattiene una relazione extraconiugale con il collega Michael Stonebridge, ma in seguito decide di lasciarlo perché tale storia interferisce con il lavoro. Rapita dall'ex terrorista dell'IRA e mercenario Connely (che la ritiene un'irlandese traditrice al servizio dell'impero britannico) viene eliminata da questi per mezzo di una bomba. La morte del capitano è poi vendicata dal colonnello Grant, che giustizia il terrorista con un colpo di pistola.
- Magg. Oliver Sinclair (stagioni 2-3), interpretato da Rhashan Stone, doppiato da Alberto Angrisano.
Analista e vice comandante della Sezione 20, è un ufficiale affabile, competente e in un paio di occasione si dimostra anche un buon combattente (quando a Vienna contribuisce a respingere un attacco ai danni del QG della Sezione 20 e in Sudafrica quando affronta agenti segreti dello Zimbabwe per salvare una politica africana). Dopo la morte del colonnello Grant viene provvisoriamente nominato comandante della Sezione 20, fino alla promozione della Dalton, a quel punto torna a rivestire il ruolo di vice comandante dell'unità. Critica in più occasioni la Dalton per la sua spregiudicatezza nel condurre le missioni. Nel corso della terza stagione i maggiori Sinclair e Dalton e i sergenti Richmond e Baxter sono catturati da alcuni mercenari sudafricani al servizio del terrorista Conrad Knox; Sinclair fa appena in tempo ad avvertire i compagni che stanno per essere giustiziati, poi viene ucciso da un mercenario. In punto di morte dichiara di avere dei figli. La morte del maggiore è poi vendicata dai commilitoni della Sezione 20, i quali, anche se a volte lo prendevano in giro, mostrano un sincero affetto e un grande dolore per la perdita del loro compagno.
- Latif (stagione 2), interpretato da Jimi Mistry, doppiato da Francesco Bulckaen.
Principale antagonista della seconda stagione, responsabile di diversi attentati, della morte di Porter e di un complotto che la Sezione 20 dovrà sventare. Nel finale di stagione viene eliminato dal colonnello Grant.
- Magg. Rachel Dalton (stagioni 3-4), interpretato da Rhona Mitra, doppiata da Laura Romano.
Comandante della sezione 20. In principio si spaccia per diplomatica e usa un nome fittizio, Rachel MacMillan, ma ben presto la Sezione 20 scopre che si tratta di un capitano dell'intelligence militare sotto copertura. Dopo essere stata rapita tra Kenya e Somalia insieme a Scott e ad altre persone, è liberata dai colleghi e successivamente promossa maggiore e comandante della Sezione 20. Come la Grant è disposta a tutto pur di ottenere risultati, anche sacrificare la vita dei suoi uomini e per questo viene spesso criticata dal maggiore Sinclair e da Scott (che prova per lei un profondo odio). A differenza della Grant però partecipa a molte missioni sul campo, rivelandosi un buon combattente. Nel finale della terza stagione è gravemente ferita da Conrad Knox, ma sopravvive e trova uno stratagemma per evitare lo scioglimento della Sezione 20, richiesto dai vertici militari britannici. Nella quarta stagione denota un carattere ancora più aggressivo e spregiudicato. La ferita che le aveva inferto Knox, il senso di colpa per la morte di Baxter e mesi di missioni sotto copertura la inducono a sviluppare una dipendenza da barbiturici. Per la sua condotta sempre più fuori controllo viene rimossa dal comando della Sezione 20 dal suo superiore, il colonnello Locke (che assume direttamente il comando dell'unità). La Dalton a quel punto rapisce una sospettata, rivelatasi in seguito la moglie del terrorista al-Zuhari, e individua un covo dei terroristi a Beirut. Sul posto in agguato vi è una donna, Mariread McKenna (terrorista dell'IRA e mercenaria) che uccide le due donne a sangue freddo. Dopo la morte del maggiore gli altri agenti della Sezione 20 scopriranno che era madre di un bambino. L'assassina della Dalton è poi uccisa da Kamali in circostanze sospette. Alla fine della stagione si scopre che Leo Kamali ha orchestrato l'assassinio della Dalton, l'unica che aveva capito la doppiezza dell'uomo.
- Col. Philip Locke (stagioni 4-5), interpretato da Robson Green, doppiato da Massimo Rossi.
Comandante della Sezione 20. Negli anni Ottanta era ufficiale del SAS, impegnato in molte missioni ai danni dell'IRA; per questo divenne bersaglio dei terroristi e fu vittima di un'autobomba che provocò la morte di suo figlio Antony, di appena sette anni, e il ferimento della moglie. All'inizio della quarta stagione rimuove la Dalton dal comando della Sezione 20 e la sostituisce. Durante la serie è rapito dalla terrorista dell'IRA Mariread McKenna, l'assassina della Dalton e sorella di un terrorista che Locke aveva indotto a tradire durante la guerra in Irlanda del Nord; la donna sembra conoscere l'identità dell'assassino del bambino del colonnello, ma poco prima che confessi quel nome viene uccisa da Kamali. Locke sembra rassegnarsi al non conoscere mai il nome del colpevole, ma continua il suo lavoro, contribuendo a sventare la minaccia terroristica di Leo Kamali e dei suoi alleati e di Mei Foster / Li-Na nella stagione successiva. Nel corso della quinta stagione scopre l'identità dell'assassino di suo figlio, Oppenhaimer, un mercenario irlandese esperto in esplosivi, il quale, prima di morire per mano dello stesso Locke, asserisce di essere stato assoldato non dall'IRA ma da elementi del governo britannico che volevano fare del colonnello un martire dell'esercito di Sua Maestà nella lotta al terrorismo repubblicano. Sul finire della quinta stagione un funzionario governativo, Charles Ridley, ordina lo scioglimento della Sezione 20, ma Locke, Scott e Stonebridge non ubbidiscono e si recano in Svizzera, per fermare l'ultima folle azione di Li-Na, che riescono a catturare. Fermata la terrorista il colonnello sembra intenzionato a dimettersi, data la condotta ambigua tenuta dai suoi superiori. Sopraggiunge poi una squadra di mercenari, inviata da Ridley per eliminare sia Li-Na sia i superstiti della ex Sezione 20. Il colonnello perde la vita durante una sparatoria, insieme a Li-Na, nel penultimo episodio della quinta stagione; a ucciderlo, con diversi colpi di pistola, è proprio Ridley, che si fingeva suo amico ma in realtà aveva sempre tramato contro la Sezione 20. Bravo ufficiale e soldato valoroso, viene ricordato con affetto sia da Scott sia da Stonebridge. Sul finire della sesta stagione, con la breve ricomparsa di Scott e Stonebridge, si viene a sapere che l'assassino del colonnello (Charles Ridley) è stato successivamente assassinato e che Stonebridge è stato sospettato ma mai arrestato come possibile colpevole.
- Kim Martinez (stagioni 4-5), interpretata da Milauna Jackson, doppiata da Monica Bertolotti.
Agente DEA e della Sezione 20. Nella quarta stagione comanda una squadra della DEA che sorveglia il cartello dei Gomez. I trafficanti massacrano i suoi colleghi e lei si unisce alla Sezione 20, essendo anche una vecchia amica del colonnello Locke. Tra lei e Stonebridge vi è un'evidente attrazione, ma non nasce una storia perché Michael non vuole correre il rischio di perderla durante una missione. Nel finale della quarta stagione è infettata da un virus ma i colleghi ne recuperano in tempo l'antidoto. A metà della quinta stagione, dopo la morte del sergente Richmond (di cui si sentirà responsabile per non averla coperta adeguatamente durante una sparatoria), decide di rientrare nella DEA. Lei, Damien Scott, Michael Stonebridge e il maggiore Nina Pirogova sono così i soli ex agenti della Sezione 20 rimasti in vita al termine della quinta stagione.
- Magg. Nina Pirogova (stagioni 4-5), interpretata da Tereza Sbrova, doppiata da Barbara De Bortoli.
Agente FSB e della Sezione 20 russa, ufficiale dell'FSB e figlia di un colonnello che, oltre a essere un vecchio amico del colonnello Locke, è stato assassinato per ordine della famiglia mafiosa degli Ulianov, diventa alleata della Sezione 20 per vendicare la morte del padre. Sarà lei, con un fucile di precisione, a provocare la morte di Arkady Ulianov e in seguito decide di dimettersi dall'FSB. Nella quinta stagione diventa agente a pieno titolo della Sezione 20, dopo la morte del sergente Julia Richmond. Ancora una volta si allea con Locke e i suoi anche per ottenere una vendetta personale contro un criminale russo, resosi responsabile della morte di un'amica ed ex collega dell'FSB, anche se in questa occasione si limita ad arrestare il criminale e a consegnarlo alle autorità russe. Intrattiene una breve relazione con Damien Scott. Decide poi di lasciare la Sezione 20 e tornare in Russia, e così lei, Kim Martinez e i sergenti Michael Stonebridge e Damien Scott saranno i soli ex agenti della Sezione 20 sopravvissuti alla fine della quinta stagione.
- Serg. Liam Baxter (stagioni 3-4), interpretato da Liam Garrigan, doppiato da Francesco Pezzulli.
Analista e agente della Sezione 20. Tipo taciturno, ma è un buon soldato e nel corso della terza stagione uccide numerosi mercenari al soldo di Conrad Knox. Nel primo episodio della quarta stagione lui e la Dalton sono in missione sotto copertura a Beirut, quando Baxter viene scoperto, torturato dai terroristi e infine giustiziato a sangue freddo da Leo Kamali. Il maggiore Dalton nutrirà un forte senso di colpa per non avere potuto salvare Baxter.
- Conrad Knox (stagione 3), interpretato da Charles Dance, doppiato da Ennio Coltorti.
Si spaccia per filantropo, ma in realtà cova un profondo odio verso l'occidente e vari governi africani per un torto patito dal padre in passato. Cerca di provocare colpi di stato, guerre civili e l'esplosione di bombe atomiche per incitare gli africani a sollevarsi contro l'imperialismo occidentale. I suoi mercenari o alleati saranno responsabili della morte del maggiore Sinclair, lui stesso ferirà gravemente il maggiore Dalton e ucciderà o farà assassinare svariate persone, inclusi alcuni vecchi amici, quali il politico africano Walter Lutulu o il suo braccio destro Carl Matlock. Fermato dalla Sezione 20 si suicida per non essere arrestato. Ha una figlia, che al contrario di lui cerca sinceramente di aiutare l'Africa e di porre fine ai conflitti che la dissanguano.
- Leo Kamali (stagione 4), interpretato da Zubin Varla, doppiato da Marco Mete.
Cittadino britannico di origine libanese, è il braccio destro del terrorista al-Zuhari ed è lui che giustizia con un colpo di pistola alla testa il sergente Baxter. La Sezione 20 lo cattura in Colombia ma si scopre poi che Kamali è un agente della CIA infiltrato tra i terroristi islamici. A parte il maggiore Dalton, che non si fiderà mai di lui, tutti gli agenti si fideranno di lui e lo aiuteranno perfino a salvare la figlia Ester da alcuni mercenari che volevano rapirla. Dopo varie vicissitudini viene recuperato un video in cui Kamali è giustiziato. Si scopre poi che il video era falso, Kamali ha agito da doppiogiochista e non ha esitato a sacrificare chiunque (criminali, terroristi e agenti segreti occidentali) per ottenere i suoi scopi. Inoltre al-Zuhari, il presunto capo dell'organizzazione terroristica, era in realtà morto l'anno prima durante un'incursione aerea israeliana in Siria; quindi era Kamali a manipolare tutti, usando il nome del terrorista per darsi più credibilità. Kamali ha orchestrato gli assassini della Dalton e dell'agente della CIA August Van Berg. Il terrorista è mosso dalla sete di vendetta da quando ha perso sua moglie in un attentato (forse opera di cristiani maroniti alleati di Israele e degli occidentali) e vuole provocare un massacro con un'arma chimica, ma viene fermato dalla Sezione 20. Colpito a morte da Scott e Stonebridge , prima di morire, su richiesta della figlia Ester, compie una buona azione, consegnando alla Sezione 20 un antidoto che salverà molte persone infettate dal virus che aveva creato, inclusa l'agente Kim Martinez.
- Mei Foster/Li-Na (stagione 5), interpretata da Michelle Yeoh, doppiata da Sabrina Duranti.
In principio è la moglie dell'ambasciatore britannico in Thailandia, ma ben presto si scopre che è una spia nordcoreana infiltratasi in Occidente per favorire lo scoppio di una guerra. Pronta a usare qualsiasi mezzo per perseguire i suoi fini, inclusa la seduzione, l'inganno, il rapimento e l'omicidio. Dopo avere ucciso il marito e avere stretto pericolose alleanze con vari gruppi criminali, diviene il bersaglio principale della Sezione 20, anche perché uccide il sergente Julia Richmond e fa rapire il figlio di Damien Scott, che lei stessa ferisce durante una sparatoria. Dopo che la Sezione 20 sventa i suoi piani iniziali, decide di disertare, lasciare per sempre la Corea e diventare una terrorista internazionale. Come Conrad Knox sostiene che per rimediare a un'ingiustizia bisogna reagire con un massacro e sperare che ciò provochi un cambiamento. Catturata dalla Sezione 20 in Svizzera, viene poi assassinata insieme al colonnello Locke da alcuni mercenari al servizio di Charles Ridley (incaricati di eliminarla insieme ai resti della Sezione 20, sciolta su ordine dello stesso Ridley), nel penultimo episodio della quinta stagione. Nei suoi ultimi momenti di vita sembra mostrare sincera ammirazione nei confronti degli agenti della Sezione 20 e quasi rimorso per avere vilmente ucciso il sergente Julia Richmond.
- Kerry Stonebridge (stagioni 2-3), interpretata da Alexandra Moen, doppiata da Valentina Mari.
Moglie del sergente Stonebridge, insiste perché il marito lasci la Sezione 20 e nel finale della seconda stagione ottiene ciò, perché incinta. Nella terza stagione si scopre che i due hanno perso il bambino e il loro rapporto è tornato in crisi. Dopo che il marito conduce una missione di salvataggio i due sembrano sul punto di riconciliarsi, ma la donna viene uccisa da Craig Handson, ex SAS e mercenario al servizio di Conrad Knox. Il desiderio di Stonebridge di vendicare la morte della moglie sarà una tematica ricorrente nella terza stagione. Dopo la morte della moglie Stonebridge non intratterrà altre relazioni, nonostante l'attrazione che prova per Kim Martinez e nonostante il suo grande desiderio di sposarsi e avere dei bambini.
- Christie Bryant (stagioni 3, 5), interpretata da Stefanie Vogt, doppiata da Cristina Boraschi.
Agente della CIA, subdola e manipolatrice, nonché ex superiore ed ex amante di Damien Scott quando questi ha lavorato per la CIA, tra il 2003 e il 2005. Nel corso della terza stagione si scopre che sta agendo in proprio, in quanto sospesa dal servizio, e non è chiaro se, con il suo operato in Africa, intenda ottenere la reintegrazione nella CIA o se invece stia cercando semplicemente di arricchirsi facendo traffici con Conrad Knox e i suoi soci; fatto sta che alla fine della stagione la Sezione 20 riesce a sconfiggere Knox anche grazie al suo aiuto, perciò i servizi segreti britannici le permettono di andarsene dal Sudafrica da donna libera. Nell'ultimo episodio della quinta stagione ricompare e aiuta i fuggitivi Scott e Stonebridge in Svizzera. Dopo avere trascorso un'ultima notte con Scott confessa di essersi accordata con i mercenari che hanno ordine di eliminarli, ma proprio questi ultimi la uccideranno durante una sparatoria. Poco prima di morire sembra che stia proponendo a Scott un piano per fuggire, perché a modo suo ha sempre nutrito un forte sentimento per lui. Nonostante i suoi raggiri Scott e Stonebridge riescono comunque a sopravvivere e a eliminare la maggior parte dei mercenari.
- Serg. Samuel Wyatt (stagioni 6-8), interpretato da Daniel MacPherson, doppiato da Edoardo Stoppacciaro.
Agente della Sezione 20 ed ex sergente del JSOC americano, è il tipico "lupo solitario"; si infiltra in gruppi di criminali e terroristi spacciandosi per trafficante d'armi, ma nel pieno della ricerca di Omar Idrisi viene arrestato dalle milizie dell'Esercito Nazionale Libico (in teoria alleate ma all'oscuro della sua operazione sotto copertura). Salvato dal sergente McAllister e dal caporale Novin, è reclutato controvoglia nella Sezione 20 (il suo superiore lo costringe a fare il doppio gioco per essere sempre al corrente delle operazioni dei britannici). Nonostante i continui screzi, si crea un forte legame tra lui e il sergente McAllister, che diventerà il suo migliore amico e partner in missione. Diventerà poi completamente leale alla Sezione 20 e ucciderà Jane Lowry sul finire della sesta stagione. Si scoprirà inoltre che era diventato un solitario perché la sua precedente squadra era rimasta uccisa e tutte le colpe erano ricadute ingiustamente su di lui. Nella settima stagione è ancora aggregato alla Sezione 20. Caratteristica del personaggio è che tende spesso a essere inopportuno; per esempio, nel primo episodio della settima stagione, confida a McAllister che è in procinto di divorziare nel bel mezzo di una sparatoria, benché non avesse mai fatto cenno all'amico neanche del fatto di essere sposato. Nella settima stagione cercherà di recuperare il rapporto con l'ex moglie Maddison, che tuttavia gli rimprovera l'assoluta dedizione al lavoro. Al termine della serie, sconvolto per la perdita dell'amico Thomas McAllistair, decide di congedarsi dalla Sezione 20 insieme a Gracie Novin.
- Serg. Thomas "Mac" McAllister (stagioni 6-8), interpretato da Warren Brown, doppiato da Francesco Pezzulli.
Agente della Sezione 20 ed ex sergente delle forze speciali britanniche, comandante della squadra che doveva prelevare Omar Idrisi sul confine Giordano - Siriano, vede i suoi compagni finire uccisi ed è risparmiato da Idrisi, che aveva finito le munizioni. Deferito alla corte marziale per avere aggredito un superiore incompetente, è invece reclutato dal colonnello Donovan, che intende sfruttare il suo desiderio di vendetta. McAllister si integra perfettamente nella nuova squadra e cerca sempre di non lasciarsi prendere dal desiderio di uccidere il terrorista; lo dimostra per esempio in Libia quando lascia andare Idrisi pur di salvare i compagni in pericolo. Nonostante gli screzi continui crea un forte legame con il sergente Wyatt, che diventa il suo migliore amico e partner nelle missioni. Sul finire della sesta stagione otterrà la tanto agognata vendetta, uccidendo Omar Idrisi. Nella settima stagione è promosso Team Leader della Squadra Bravo, dopo l'allontanamento del capitano Reynolds. Nell'ottava stagione rimane ucciso in azione; in punto di morte ha delle allucinazioni che lo vedono congedato dall'esercito, affrontare i suoi problemi da stress post traumatico che si portava dietro fin dalla Guerra in Afghanistan ed infine sposato e padre di una bambina; tali allucinazioni lo porteranno a spegnersi serenamente. La sua morte sarà un duro colpo per i suoi amici e colleghi.
- Capitano Natalie Reynolds (stagione 6), interpretata da Roxanne McKee, doppiata da Valentina Mari.
Agente della Sezione 20, Comandante sul campo della squadra Bravo. Ufficiale competente, brava combattente e non esita a usare anche la seduzione pur di portare a termine una missione. A differenza di McAllister e Wyatt, di cui si scoprono i tragici trascorsi che hanno spinto Donovan a reclutarli, del capitano si può capire che ha una storia traumatica, ma non viene mai rivelata. Obbedisce ciecamente agli ordini del colonnello, anche quando le viene ordinato di abbandonare i compagni nel bel mezzo di uno scontro a fuoco, ma dopo la morte del caporale Jensen capisce che il colonnello sta agendo solo per coprire i propri errori. Dopo un drammatico confronto decide di vendicare il commilitone uccidendo la Donovan, assume il comando della Sezione 20 e sventa la minaccia causata dall'Atlas (una banca dati sugli agenti segreti britannici infiltrati), che rischiava di cadere nelle mani di agenti russi del GRU in combutta con Omar Idrisi. Nella settima stagione non compare più; McAllister sostiene che il capitano si è assunta ogni responsabilità per la morte della Donovan, è riuscita a impedire lo scioglimento della Sezione 20 (almeno temporaneamente), ma è stata trasferita in Sudan a sorvegliare e proteggere delle ONG per punizione.
- Caporale Gracie Novin (stagioni 6-8), interpretata da Alin Sumarwata, doppiata da Alessia Amendola.
Agente della Sezione 20 ed ex caporale dell'esercito australiano. Brava combattente ma nella squadra è impiegata soprattutto come autista. A differenza di Wyatt, McAllister e della Reynolds non sembra avere scheletri nell'armadio. Il suo carattere denota una persona sarcastica, sempre pronta a fare ironia sugli eventi che avvengono, per quanto drammatici. Durante la sesta stagione intrattiene una relazione con il collega Jensen. Anche se afferma di non essere emotivamente coinvolta alla morte di Jensen è distrutta e combatte soprattutto per vendicarlo. Rimane nella Sezione 20 dopo un periodo di servizio in Kenya. Nella settima stagione ricoprirà soprattutto il ruolo di interprete, perché parla fluentemente il russo e altre lingue asiatiche anche se conosce soprattutto espressioni volgari, dopo l'uccisione del soldato scelto Davis ammette di avere intrattenuto una breve relazione omosessuale con lei e di avere ignorato una sua chiamata e di sentirsi in colpa per questo. La morte di Jensen e Davis la portano a sviluppare la "sindrome del sopravvissuto." Nel finale di stagione il comandante della Sezione 20 la promuove sergente e caposquadra in sostituzione di McAllister, ma successivamente chiederà di essere retrocessa a soldato scelto, non essendo interessata al comando. Al termine della serie, scossa dalla morte dell'amico Mac e stanca di morte e cospirazioni, si congeda dalla Sezione 20 insieme a Samuel Wyatt.
- Colonnello Adeena Donovan (stagione 6), interpretata da Nina Sosanya, doppiata da Alessandra Cassioli.
Comandante della Sezione 20, riorganizza la Sezione 20 per dare la caccia a Omar Idrisi e a sua moglie Jane Lowry. Spregiudicata, considera i suoi uomini pedine sacrificabili e quasi sempre li recluta tra soldati che denotano coraggio ma una carriera rovinata da un grave incidente. Durante la stagione si scopre che Jane Lowry era in realtà un'agente infiltrata, addestrata dalla Donovan per avvicinare Idrisi ed eliminarlo, ma poi tradì, innamorandosi veramente del marito. Donovan, pur di evitare di essere scoperta non esiterà a uccidere il caporale Jensen e a provare a uccidere anche gli altri agenti, ma sarà uccisa dal capitano Reynolds. Nella settima stagione viene confermato che la Donovan agiva per proprio tornaconto ma la Sezione 20 è etichettata ancora come "maledetta" per avere assassinato il proprio comandante.
- Caporale Will Jensen (stagione 6), interpretato da Phil Dunster, doppiato da Emanuele Ruzza.
Analista della Sezione 20, in realtà il caporale non è bravo solo con i sistemi informatici, ma si dimostra anche un buon infermiere e rivela di volere diventare un agente operativo, ma non sempre si rivela all'altezza di tale aspirazione. Wyatt lo prende spesso in giro, chiamandolo "Jhonsonn". Innamorato del caporale Novin, avrà con lei una relazione essenzialmente sessuale. Rapito e torturato dalla terrorista Jane Lowry e dai suoi complici (un terrorista gli caverà un occhio), scoprirà il "Progetto Tenebra" e vorrà indagare nonostante la contrarietà della squadra. Scopre che il colonnello Donovan aveva reclutato e infiltrato la Lowry e finanziato un attacco terroristico in cui sono morte decine di persone. Pur di evitare lo scandalo il colonnello ucciderà Jensen e tenterà di eliminare la squadra, ma la morte di Jensen verrà vendicata dal capitano Reynolds.
- Colonnello Parker (stagione 6), interpretato da Corey Johnson.
Ufficiale del JSOC, ex superiore di Wyatt, è come la Donovan, uno spregiudicato che pensa solo alla propria carriera ed è ben disposto a sacrificare i suoi subordinati pur di riuscirci. Metterà a repentaglio la vita degli agenti, fingerà la morte di Idrisi per torturarlo e cercare di ottenere informazioni, ma è la Sezione 20 a impedire che la sua famiglia sia massacrata per liberare Idrisi. Lasciato fuori da un sito nero della CIA, Wyatt dichiara la sua lealtà alla Sezione 20 e lo lasciano andare. Si ignora il suo destino dopo questo momento.
- Generale Lázsló (stagioni 2, 6), interpretato da Atilla Árpa.
Comandante di un reparto antiterrorismo ungherese. Ufficiale arrogante e presuntuoso, le cui azioni ostacolano più il lavoro della Sezione 20 che quello dei terroristi. Nella seconda stagione ha un ruolo marginale nella lotta al Terrorista Latif. Nella Sesta Stagione ritorna e ancora una volta ostacola la missione della Sezione 20, pretendendo la consegna di un ricercato internazionale; poco dopo il Generale e i suoi uomini sono uccisi dalla terrorista Jane Lowry, che preleva il prigioniero.
- Omair Idrisi (stagione 6), interpretato da Don Hany.
Libico, anche se non viene mai affermato esplicitamente si può presumere che sia un comandante dell'ISIS. Catturato in Siria, viene liberato dalla moglie e pianifica l'acquisto di missili Stinger per abbattere aerei di linea occidentali. Viene dato per morto, ma in seguito si scopre che il Colonnello Parker lo aveva prelevato in fin di vita e condotto in un sito nero della CIA per torturarlo ed estorcergli informazioni. Diventerà una vera e propria nemesi per il sergente McAllister, che infine lo ucciderà.
- Jane Lowry (stagione 6), interpretata da Katherine Kelly, doppiata da Emanuela D'Amico.
Cittadina britannica, proviene dalla stessa città natale di McAllister, radicalizzata e diventata moglie e luogotenente di Omar Idrisi. Benché il marito sia più famigerato è lei la vera antagonista della sesta stagione. Il colonnello Donovan ha una vera ossessione nei suoi confronti, infatti pretende che sia uccisa a ogni costo. Sul finire della stagione si scopre che inizialmente era un'agente infiltrata tra i terroristi, reclutata dalla Donovan per colpire Idrisi, ma successivamente si è davvero innamorata del marito ed è diventata sua complice nei suoi attentati e misfatti. Il marito, pur scoprendo la verità, deciderà di perdonarla. Viene uccisa dal sergente Wyatt con un fucile di precisione.
- Morgan Ives (stagione 6), interpretato da Trevor Eve, doppiato da Gerolamo Alchieri.
Americano, arrogante e volgare. Fornisce armi a Omar Idrisi e non gli importa quanti morti provocheranno le sue azioni, purché abbia un guadagno. Quando Idrisi cerca di ucciderlo in Libia si vede costretto a collaborare con la Sezione 20. Scoperto che Idrisi è ancora vivo assolda mercenari per sbarazzarsi della Sezione 20, dei coniugi Idrisi e vuole mettere le mani sul "Modulo Atlas" (una banca dati sugli agenti segreti britannici infiltrati). Viene però tradito e ucciso da agenti russi del GRU, alleati di Omar Idrisi.
- Rosa Varga (stagione 6), interpretata da Kelly Gough, doppiata da Barbara De Bortoli.
Rosa e il fratello Josef comandano un gruppo di suprematisti bianchi ungheresi, d'ispirazione neonazista. Lei è però interessata soprattutto ai soldi e non esita a fare affari anche con terroristi musulmani. Vuole tradire il fratello, vendendosi al miglior offerente e per questo Josef la ucciderà, nonostante abbia cercato per tutta la vita di proteggerla da ogni pericolo.
- Josef Varga (stagione 6), interpretato da Mark Strepan, doppiato da Andrea Mete.
Josef e la sorella Rosa comandano un gruppo di suprematisti bianchi ungheresi, d'ispirazione neonazista. Lui crede nel razzismo, avendo combattuto in Afghanistan con l'esercito ungherese ed essendone stato congedato con disonore per il suo credo fascista. Scoperto che la sorella lo ha tradito con terroristi islamici e i servizi segreti britannici, prende la sofferta decisione di ucciderla, ma è a sua volta ucciso dalla Sezione 20 insieme a quasi tutti i suoi uomini.
- Dott. Kamil Markov (stagione 6), interpretato da Daniel Cerqueira.
Inizialmente è uno sconosciuto ricercato dal gruppo neonazista dei Varga. Identificato come il Dr. Markov, un ricercatore russo che aveva ideato una potente arma chimica, che non aveva esitato a usare anche contro i propri colleghi per i suoi scopi, è un ricercato internazionale. Arrestato dalla Sezione 20, dal Generale Lazlo, prelevato da jane Lowry; finisce per ricreare la sua arma, da vendere al migliore offerente. La Sezione 20 attacca il suo laboratorio, pieno di agenti dell'FSB russo, e nella sparatoria che ne segue Markov è ucciso e la sua arma è distrutta. Il capitano Reynolds è esposta all'arma ma Markov, costretto dagli altri agenti, fa appena in tempo a preparare un antidoto per salvarla.
- Milos Borisovich (stagione 6), interpretato da Peter Firth, doppiato da Stefano De Sando.
Dopo la morte della madre ha ereditato il più potente impero criminale dell'Europa orientale. Intende impadronirsi di una pericolosa arma chimica e rivenderla al migliore offerente, per cui diventa uno degli antagonisti della Sezione 20. Suo figlio invece ha l'animo buono e si rivela perfino una preziosa fonte d'informazioni per il caporale Novin. A causa dei suoi screzi con la terrorista Jane Lowry, verrà ucciso dalla donna proprio con l'arma chimica che intendeva contrabbandare.
- Katrina Zarkova (stagioni 7-8), interpretata da Yasemin Allen.
Capitano dell'FSB russa, inviata in Malesia con una squadra del GRU, assiste impotente al massacro dei suoi compagni. Pur restia a collaborare con agenti segreti occidentali, si vedrà costretta a stringere alleanza con la Sezione 20 per recuperare delle armi nucleari, vendicare i suoi compagni e stanare il traditore in seno ai servizi segreti russi (che usa il nome fittizio di tenente Pavel). Diventa partner e amica del caporale Novin. Durante la stagione ha una breve relazione sia con Pavel, poi rivelatosi il traditore, poi con il colonnello Coltrane, il nuovo comandante della Sezione 20. Nonostante i mille pericoli e colpi di scena, che la portano a cambiare spesso fronte rispetto ai suoi rapporti con la squadra, viene infine salvata dalla Sezione 20 nello scontro finale con Pavel, che ucciderà insieme alla Novin. Nell'ultima stagione aiuta un'ultima volta la Sezione 20 e si scopre che è stata condannata a morte, pertanto deve infine darsi alla latitanza e congedarsi dalla squadra.
- Colonnello Alexander Coltrane (stagioni 7-8), interpretato da Jamie Bamber, doppiato da Francesco Prando.
Nuovo comandante della Sezione 20, nelle ultime due stagioni della serie, dopo l'assassinio della Donovan e l'allontanamento del capitano Reynolds. Ha la fama di essere un buon ufficiale, poi caduto in disgrazia per colpa di una missione in Afghanistan e per alcuni problemi di alcolismo. Si guadagnerà il rispetto della squadra, ma non riuscirà a evitare atti d'insubordinazione che lo porteranno ad avere un atteggiamento molto aggressivo verso i suoi uomini. Intrattiene una relazione con il capitano Zarkova, benché non si fidi delle sue intenzioni. Al termine della serie riesce ad ottenere la totale riabilitazione della Sezione 20, evitandone lo scioglimento, anche se la morte di Thomas McAllister e del caporale Manisha Chetri e le dimissioni di Gracie Novin e Samuel Wyatt saranno un duro colpo per lui. Alla fine resterà l'unico membro dell'unità ancora in servizio attivo.

## Premi e riconoscimenti
- 2012: Nomination agli Emmy Awards nella categoria "Outstanding Main Title Design"[12].